# René Dardel
Pour les articles homonymes, voir Dardel.
René Dardel, né le 10 octobre 1796 à Lyon et mort le 25 septembre 1871  à Condrieu, est un architecte français.  Il devient architecte de la ville de Lyon de 1830 à 1851 et architecte en chef de l'agglomération lyonnaise jusqu'en 1854. Il est aussi élu deux fois conseiller général du Rhône.

## Biographie
René Dardel étudie d'abord l’architecture auprès de Gay à l'École des beaux-arts de Lyon, puis auprès de Huyot et Guénepin à l'École des beaux-arts de Paris. Il devient architecte de la ville de Lyon de 1830 à 1851 et architecte en chef de l'agglomération lyonnaise jusqu'en 1854. Il est aussi élu deux fois conseiller général du Rhône.

### Jeunesse
René Dardel est né dans une famille cultivée et vouée aux travaux publics. Sa mère, Claudine Hausser était fille d’un architecte et venait d’une famille nombreuse. L’un de ses frères était capitaine et est mort à Marengo, tandis qu’un autre, chef de bataillon, a été tué en Égypte. L'une de ses sœurs était la mère de Prost, architecte de la ville de Lyon. Le père, Jean-Joseph Dardel était l'un des plus grands entrepreneurs de travaux publics de la ville. Par exemple, il a construit le pont Morand, le pont de l’Archevêché,diverses maisons lyonnaises et notamment celle où est né René Dardel.
En 1809, son père mourut prématurément. René était alors âgé de 13 ans ; avec ses frères et sœurs, il fut confié à la tutelle de l’architecte de la ville, Claude Marion, sous la direction duquel Jean-Joseph Dardel avait construit le théâtre des Célestins qui avait été incendié. En 1822, le frère de René Dardel, le second fils de leur mère, Petrus, meurt. René resta auprès d’elle durant deux années à Lyon.
En janvier 1829, à Condrieu, il se maria avec une jeune femme, née et élevée dans la maison Dardel, mademoiselle Eliza Chaize.

### Études
En 1805, il entre au Lycée Impérial (« Ampère ») jusqu’en 1813, où il entre en qualité de surnuméraire dans les bureaux de Flachéron. Ensuite il suit les cours de l’école des Beaux-Arts de Lyon dans l’atelier de Gay. En 1815 il travaille dans l’atelier de l’architecte Huyot à Paris puis en 1817 il devient élève aux Beaux-Arts de Paris dans la section architecture.

### Carrière militaire
Le début de sa carrière militaire se fait en 1815, il s’engage en tant qu’officier d’ordonnance dans l’état-major du général Mouton-Duvernet afin de défendre Grenoble contre les Autrichiens et les Piémontais.
En 1830, les industrieux bourgeois lyonnais souffrent de la domination des aristocrates fonciers que la Restauration a rétabli en force à la Chambre. René Dardel participe au mouvement, il est l’un des premiers à prendre les armes et à se réunir au sein de la Garde Nationale. La même année, il est élu par les officiers de la Garde membre de la commission provisoire qui doit remplacer l’autorité expirante. Il signe le premier l’ordre de distribution des fusils de l’arsenal à la Garde Nationale.
Le 21 novembre 1831, éclate une terrible émeute à la Croix-Rousse : la première révolte des canuts. René Dardel, avec la majorité de la Garde Nationale, prend parti pour la défense de l’ordre, il est placé à l’Hotel-De-Ville avec la compagnie de grenadiers d'Ainay, dont il est le capitaine, il s’enfuit finalement à Condrieu. L’armée de Soult marche sur Lyon, Dardel aide les troupes de ligne à pénétrer dans la ville.
En 1834, lors de la seconde révolte des canuts, René Dardel est chargé de placer les troupes dans le palais Saint-Pierre, l’hôtel de ville et le grand théâtre. À nouveau battu, il s’enfuit par le pont Morand.

### Architecte en chef de la ville (1831-1853)
Il a exercé ce service à plusieurs reprises, sous les différents de ses chefs, et a joui d’une sorte d’indépendance. Mais il fut complètement mis à part de tous les bâtiments et édifices appartenant à la commune, et la division de ces derniers forma un service particulier, sous le nom d’Architecture de la Ville.
La démission de Dardel a clos une phase dans l'un des services les plus importants de la municipalité, et avec sa nomination aux fonctions d’architecte en chef, une nouvelle ère a commencé.

### Travaux dans la Voirie
En tant que supérieur hiérarchique des voyers, Dardel eut à connaitre des projets d’alignement dressés par Jaillet et Cassini sous la monarchie de Juillet, les premiers plans d’urbanisme lyonnais à avoir été homologués par l’autorité supérieure. C’est lui qui présenta à Vaise, ce plan général d’alignement de décembre 1853 qui fut abandonné, comme ses projets pour la rue Impériale du 28 février 1854, en raison de l’arrivée de Bonnet, ingénieur des Ponts et Chaussées, à la direction de la Voirie lyonnaise.
De manière sommaire, on peut signaler la série d’améliorations qui se sont réalisés dans la voirie de la ville de Lyon pendant que Dardel avait la main haute sur ce service. On ne compte plus les travaux sur la voie publique : trottoirs en bitume, installation de l’éclairage au gaz…

### Fin de carrière
Les rumeurs disent qu'il portait vaillamment ses soixante-quinze ans sans avoir perdu aucune de ses facultés physiques et intellectuelles, lorsqu’une douloureuse maladie l’enleva à l’art, à sa famille et à ses amis dans sa propriété de Condrieu, au lieu-dit "Vernon / Clos Dardel" le 25 septembre 1871, à sept heures et quart du matin. Il laissera au pied du Coteau de Vernon le remaniement complet de la maison de maître, le dessin de son parc et quelques aquarelles peintes de la petite maison de vignes, à flanc de coteau.

## Réalisations
Dardel réalise les travaux d'architecture suivants :

### Liste de ses œuvres
Opérations urbaines à Lyon :
- 1825 : rue du Doyenné et passage de l'Argue modifiés en 1860
- 1825-1841 : Création de voies en direction de la Croix-Rousse
- 1825 : rue de l'Annonciade
- 1830 : rue Burdeau et rue Flesselles
- 1841 : Place Morel
- 1826-1837 : Construction de la digue au sud du pont de la Guillotière et du port (rive-gauche), premiers projets de lotissement d'André Combalot au sud du cours des Brosses
- 1827-1833 : opération de la rue de la Préfecture
- 1827-1832 : 1re ligne de chemin de fer Lyon - Saint-Étienne et 1er débarcadère
- 1828 : Destruction du couvent des Carmes
- 1829 : Pont de la Mulatière (reconstruit en 1843)
- 1830 : passerelle du Palais de justice (reconstruite en 1842)
- 1831 : Passerelle Saint-Vincent, pont Mazarick remanié en 1890, Début de la construction d'une nouvelle ceinture de fortifications
- 1832 : Gare d'eau de Perrache, marché couvert de la Martinière
- 1832-1833 : Première distribution des Eaux du Rhône par Gardon et Dubois, à l’aide d’une pompe hydraulique placée sur le Rhône, le long du quai Saint-Clair, en face de la rue Dauphine, et d’une machine à vapeur (1834) sur les bords du fleuve, vers les barrières de Saint-Clair. Ce dernier établissement devait fournir le réservoir des Collinettes
- 1834-1835 : Bassin du jardin des Plantes
- 1834 : reconstruction des pavillons du pont Lafayette
- 1836 : démolition en rive gauche et au nord des maisons du pont du Change
- 1838-1839 : démolition du marché aux poissons
- 1838-1841 : Pont de la Guillotière (détruit en 1952)
- 1838 : abattoirs de Perrache
- 1839 : Création d'une commission pour la révision des anciens plans de la ville, prolongement rue du Commerce jusqu’à la rue Casati, nivellement et pavages du clos de la colline Saint-Sébastien, ouverture de la rue de Flesselles, enquêtes publiques et plans d'alignement pour le centre-ville
- 1840 : rectification des alignements du quartier de la Boucherie des Terreaux
- 1842 : rectification des alignements de la rue des Bouchers et du quartier Saint-Nizier
- 1840 : démolition de la maison Gayet qui obstruait le débouché de la rue Trois-Carreaux, vers Saint-Nizier
- 1840-1845 : création de la gare d'eau à Vaise
- 1841 : achèvement de l’hippodrome
- 1841-1843 : Démolition de la boucherie des Terreaux, par délibération du Conseil municipal du 14/02/1839
- dès 1842 : Établissement des trottoirs en bitume, éclairage public au gaz, percement de la rue Bourbon
- 1842-1843 : Perrons dans les quartiers nord de la ville dans la rue du Commerce
- 1843 : Percement de la rue du Doyenné, destruction du pont du Change
- 1844 : Passerelle du petit collège, pont Mouton
- 1844-1845 : Débarcadères du chemin de fer de Paris à Marseille. Il s’occupa d’une question très importante, titillant largement les esprits de 1844 à 1845, du fait des intérêts multiples qui se trouvaient en jeu. Ouverture de la rue du commerce sur le jardin des plantes. Prolongement de la rue Imbert-Colomés. Rectification de la rue Bouquetiers
- 1845 : démolition des maisons quai Fulchiron, transfert de la Halle aux Grains à Sainte-Marie-des-Chaines. Extension de l'éclairage au gaz. Plan d’embellissement de la Guillotière. 1re gare de Perrache (chaussée Perrache)
- 1846 : transfert de la Halle aux Grains à Sainte-Marie-des-Chaînes, extension de l’éclairage au gaz
- 1845-1846 : Démolition des maisons formant le côté sud de l’entrée du pont du Change
- 1847 : percement de la rue centrale depuis la place des Jacobins jusqu’à la rue Grenette, tracé de la rue allant de la place des Cordeliers et la rue Neuve de Cassini
- 1847-1848 : Démolition des maisons formant le pâté Paillaisson
- 1847-1855 : Caserne de la Part-Dieu
- 1848 : modification du plan de 1843 entre place des Cordeliers, rue Gentil, place de la Comédie. Approuvé par le ministère de l'intérieur et par décret du Président Rectification du Plan général d’alignement de la ville, élaborés sous les mairies Martin et Terme Pont du Midi (Rhône). Démolition de la maison formant un angle au nord avec la place d'Albon, rue des Bouquetiers Mise en adjudication de l’enlèvement de la statue équestre de la place Bellecour.
- 1849 : nouvelle plantation de la promenade dite des Tilleuls à la place Bellecour, grotte de la statue Kléberger
- 1849 : Edification de sa maison personnelle sur le Domaine dit "Clos Dardel" à Condrieu, actuelle propriété du Domaine Georges Vernay, et dessin du parc
- 1851-1852 : Débarcadère provisoire, dit du Port Lépine, sur le quai Pierre-Scize, ouverture du cours des Chartreux
- 1851-1853 : Passerelle Saint-Georges
- 1852 : décret du 24 mars sur le rattachement des communes limitrophes

### Liste de ses dessins
Dessins originaux de René Dardel, exécutés ailleurs qu’en Italie, en Algérie et en Espagne 

#### Lyon

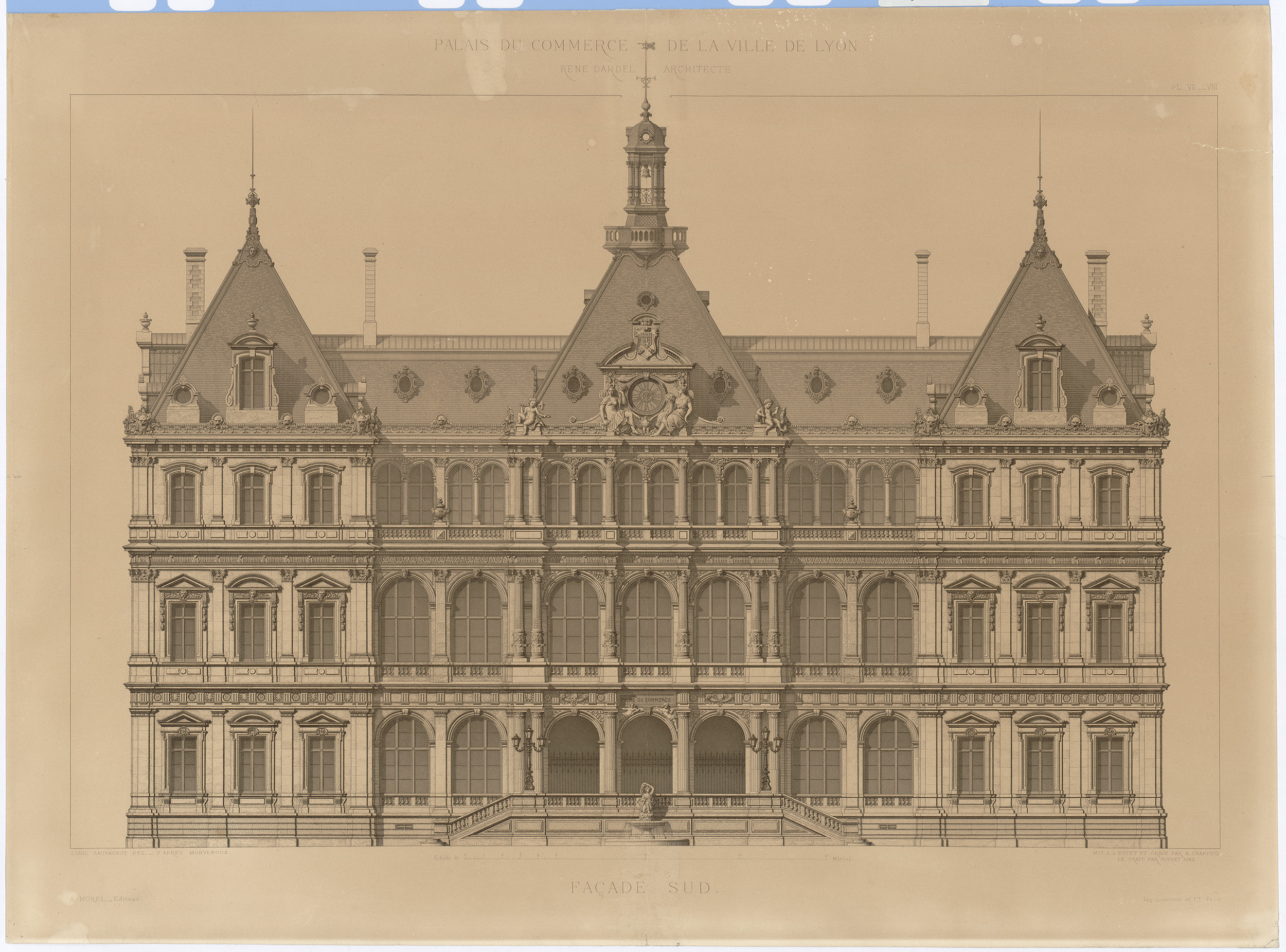
Façade sud du palais du Commerce de la Ville de Lyon, 1868, Architecte René Dardel, Archives municipales de Lyon.

- Aquarelle, vue de la façade de la cathédrale
- Au crayon, vue du couvent des Carmes déchaussés, 1823
- Dessin à la plume, vue de la colline de Fourvière
- Dessin au trait, église de Perrache (projet précédant l'église Sainte-Blandine) ;
- Sépia, la place des Minimes, 1859
- corps de garde du quai des Célestins, détruit en 1863 ;
- Perron de l'ancienne loge du Change ;
- Salle Villeroy de la bibliothèque du collège Royal ;
- Fontaine à Saint-Just ;
- Fontaine de la place Saint-Jean ;
- Halles de La Martinière[2] ;
- Portes de l'enceinte fortifiée de Lyon ;
- palais de la Bourse.

#### Marseille
- Au crayon, Château d’eau de la place royale, 1826

#### Le Puy
- Vue d’ensemble du Cloître, de la cathédrale un dessin au crayon et deux encres de Chine

#### Vienne
- Dessin à la plume, vue d’ensemble de Chavanay, 1869
- Dessin au crayon, Château de la Batie

#### Condrieu
- Dessin au crayon, route de La Roche éboulée, 1864
- Dessin au crayon, quatre vues diverses de la maison des Vignes, 1864
- Dessin au crayon, deux vues du château de Rozay, 1854-1859

#### Béziers
- Sépia, vue de la façade de la cathédrale de Saint-Nazaire, 1836

#### Narbonne
- Dessin à la plume, maison attribuée à Jean Goujon, 1836

#### Avignon
- Quatre dessins au crayon, tombeau du général de Charbannes, 1823
- Dessin au crayon, vue générale du pont Saint-Benezet

#### Siviers
- Huit dessins d’ensemble et des détails de maisons, 1864

#### Chenonceaux
- Dessin au crayon, vue du château prise avec la tour de droite, 1837

#### Perpignan
- Deux dessins du cloître d’Elne

#### Arles
- Sépia, le Cloître Saint-Trophime, 1843
- Quatre dessins de l’Abbaye de Montmajour, 1864
- Dessin au crayon, quatre vues de Baux

#### Saint-Gilles
- Dessin au crayon de la façade de l’église, 1836

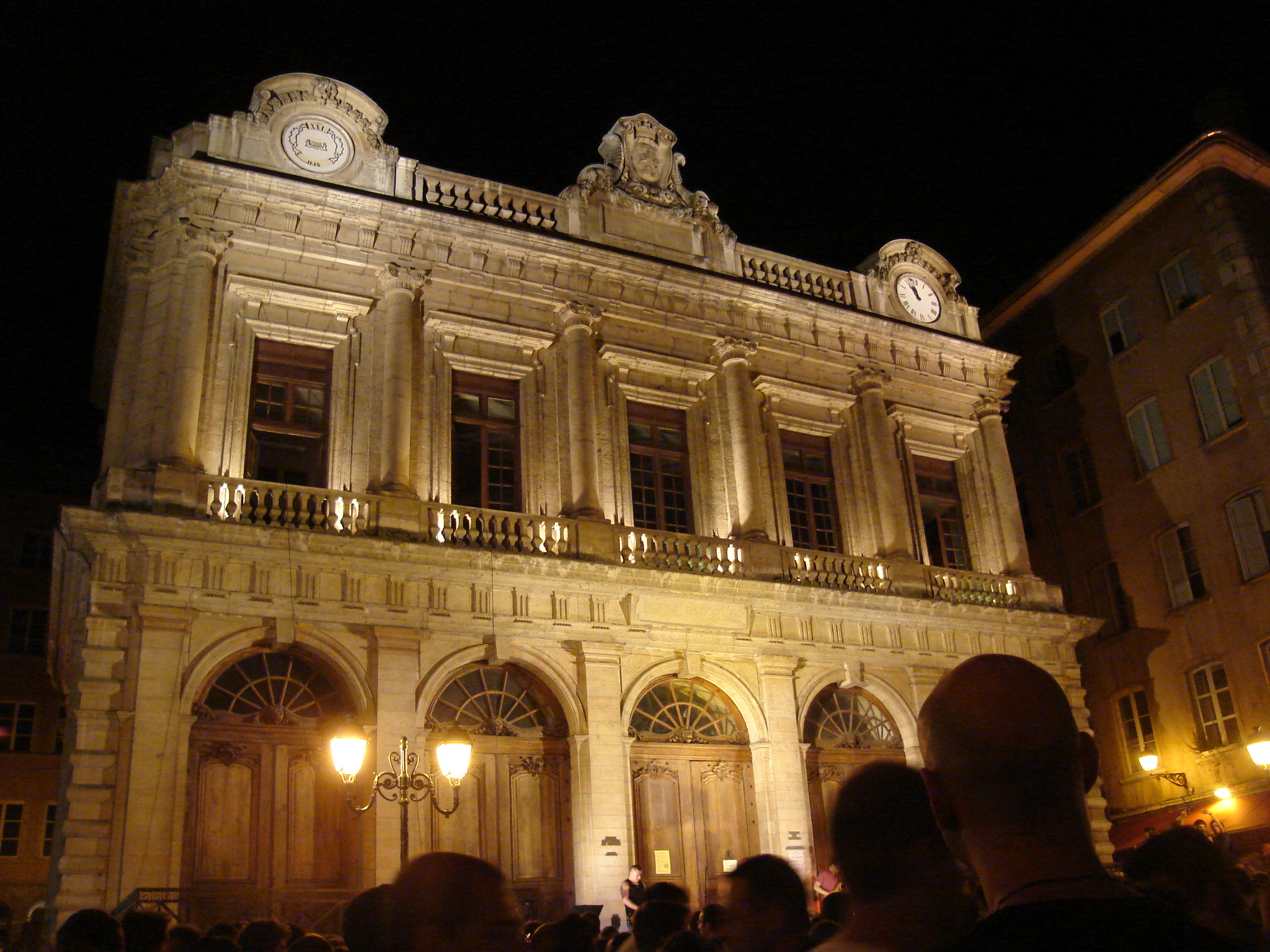
Façade de la loge du Change.
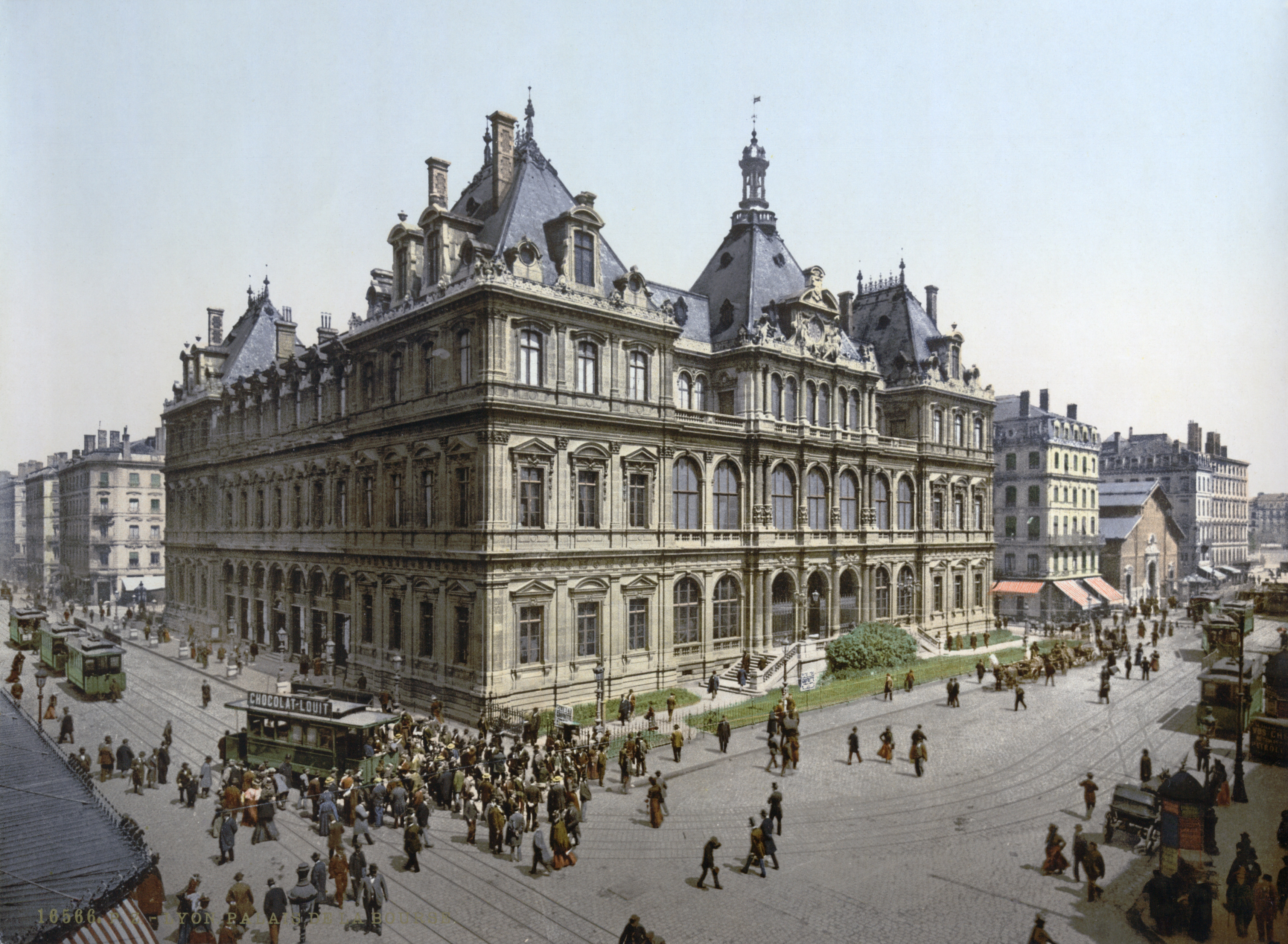
Le palais de la Bourse vers 1890–1905.
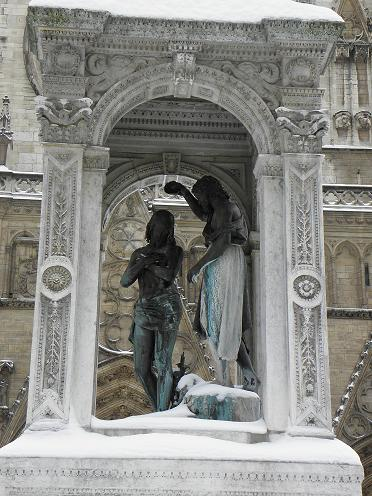
Fontaine de la place Saint-Jean.

## Distinctions
- En 1828, il fut admis à un concours pour la construction du Palais de justice de Lyon, le ministre l’avait nommé comme professeur d’architecture à l’école des Beaux-Arts de Lyon
- En 1830, il eut l’honneur à 34 ans d’être nommé par l’élection des officiers de la garde nationale membre de la commission provisoire qui devait remplacer l’autorité expirante.
- Le 1er juin 1831, le maire choisit Dardel comme architecte de la ville
- En 1847, il est nommé architecte du chemin de fer de Paris à Lyon, pour les gares de Vaise et de Perrache, par le ministre des travaux publics. Il est sous les ordres de Belin, ingénieur en chef.
- Il a été nommé chevalier de la Légion d'honneur en 1842[1]
- Il a reçu la médaillé de Sainte-Hélène[1] (brevet 315, 425) lors de sa création en 1857[3].
- Il est fait officier de la Légion d'honneur en 1860[1].

- Chevalier de la Légion d'honneur (1842)
- Officier de la Légion d'honneur (1860)
- Médaille de Sainte-Hélène